# N683 (België)
De N683 is een gewestweg in de Belgische provincie Luik. De weg verbindt de N90 en de A604 in Seraing met de N638 op twee kilometer ten westen van Esneux. De route heeft een lengte van ongeveer 12 kilometer.

## Plaatsen langs de N683
- Ougrée
- Seraing
- Fréhisses
- Plainevaux